# 巴拉頓湖戰役
春季覺醒行動（1945年3月6日—1945年3月16日）是第二次世界大戰中德軍最後一次大型攻勢計劃，這次攻勢亦被稱為巴拉頓湖攻勢，是德軍從1945年3月6日秘密發起的。德軍在匈牙利接近巴拉頓湖的地區實施進攻，這地區包括了一些油田，這是納粹德國最後的石油供應區。
这次行動中，一些參戰部隊是西方戰線的突出部之役中戰敗撤下來的部隊，包括納粹德國武裝親衛隊第6裝甲軍團。

## 參戰部隊
軸心軍：
- 德國南方集團軍部隊
  - 德國武裝親衛隊第6裝甲軍團
    - 武裝親衛隊第1裝甲軍
      - 武裝親衛隊第1裝甲師「阿道夫·希特勒警衛旗隊」
      - 武裝親衛隊第12裝甲師「希特勒青年團」
      - 匈牙利第25步兵師

    - 武裝親衛隊第2裝甲軍
      - 武裝親衛隊第2裝甲師「帝國」
      - 武裝親衛隊第9裝甲師「霍亨斯陶芬」
      - 第23裝甲師
      - 第44國民擲彈兵師

    - 第1騎兵軍
      - 第3騎兵師
      - 第4騎兵師

  - 德國第2裝甲軍團
    - 第68軍
      - 第1山地師
      - 武裝親衛隊第13山地師「聖刀」
      - 武裝親衛隊第16裝甲擲彈兵師「親衛隊全國領袖」
      - 第71步兵師

    - 第22山地軍
      - 匈牙利第2戰車師
      - 第118獵兵師

  - 德國第6軍團
    - 第3裝甲軍
      - 第1裝甲師
      - 第3裝甲師
      - 第6裝甲師
      - 第356步兵師
      - 第509重戰車營（虎王戰車）
      - 第219突擊戰車營（灰熊式突擊砲）

    - 武裝親衛隊第4裝甲軍
      - 武裝親衛隊第3裝甲師「骷髏」
      - 武裝親衛隊第5裝甲師「維京」
      - 陸軍第303突擊砲兵旅

  - 匈牙利第3軍團
  - 德國E集團軍部隊
    - 第91軍
      - 第1哥薩克師
      - 第11空軍野戰師
      - 第104獵兵師
      - 第297步兵師

  - 德國空軍第四航空隊

武裝親衛隊全部7個裝甲師中有6個投入該行動，還有4個國防軍裝甲師，佔所有德國可以作戰的裝甲師數量25%
蘇軍：
- 烏克蘭第3方面軍部隊
  - 方面軍獨立分遣部隊
    - 第209自走砲兵旅

  - 第4近衛軍團
    - 第20近衛步兵軍
      - 第5近衛空降師
      - 第7近衛空降師
      - 第80近衛步槍師
      - 第84步槍師

    - 第21近衛步兵軍
      - 第41近衛步槍師
      - 第62近衛步槍師
      - 第69近衛步槍師
      - 第252步槍師

    - 第31近衛步兵軍
      - 第4近衛步槍師
      - 第34近衛步槍師
      - 第40近衛步槍師

    - 第23戰車軍
      - 第3戰車旅
      - 第39戰車旅
      - 第135戰車旅
      - 第207自走砲兵旅
      - 第56機械化旅
      - 第1143自走砲兵團
      - 第366近衛自走重砲兵團

  - 第26軍團
    - 第30步兵軍
      - 第21步槍師
      - 第36近衛步槍師
      - 第68近衛步槍師
      - 第155步槍師

    - 第104步兵軍
      - 第66步槍師
      - 第93步槍師
      - 第151步槍師

    - 第135步兵軍
      - 第74步槍師
      - 第233步槍師
      - 第236步槍師

    - 第18戰車軍
      - 第110戰車旅
      - 第170戰車旅
      - 第181戰車旅
      - 第32近衛機械化旅
      - 第208自走砲兵旅
      - 第303近衛自走重砲兵團
      - 第78分遣機械化機車營(T-34戰車及機車混編)
      - 第1138自走砲兵團
      - 第1694防空高射砲團

  - 第27軍團
    - 第1近衛要塞化防禦區
    - 第35近衛步兵軍
      - 第33近衛空降師
      - 第78步槍師
      - 第163步槍師

    - 第37近衛步兵軍
      - 第108近衛空降師
      - 第316步槍師
      - 第320步槍師

    - 第1近衛機械化軍
      - 第1近衛機械化旅
      - 第2近衛機械化旅
      - 第3近衛機械化旅
      - 第9近衛戰車旅
      - 第382自走砲兵團
      - 第1453自走砲兵團
      - 第1821自走砲兵團
      - 第11分遣機械化機車營

  - 第57軍團
    - 第6近衛步兵軍
      - 第10近衛空降師
      - 第6近衛步槍師
      - 第21近衛步槍師

    - 第64步兵軍
      - 第73近衛步槍師
      - 第113步槍師
      - 第299步槍師
      - 第1201自走砲兵團

    - 第5近衛騎兵軍
      - 第11近衛騎兵師
      - 第12近衛騎兵師
      - 第63近衛騎兵師
      - 第1869自走砲兵團

    - 第3近衛機車團
    - 第53機車團

  - 保加利亞第1軍團
    - 第3軍
      - 第8步兵師
      - 第10步兵師
      - 第12步兵師

    - 第4軍
      - 第3步兵師
      - 第11步兵師
      - 第16步兵師
      - 第1分遣戰車營

  - 南斯拉夫人民解放軍第3軍團
    - 第12軍
      - 第15步兵師
      - 第61步兵師

  - 蘇聯空軍第17航空軍團
- 烏克蘭第2方面軍部隊
  - 蘇聯空軍第5航空軍團

## 德軍的計劃

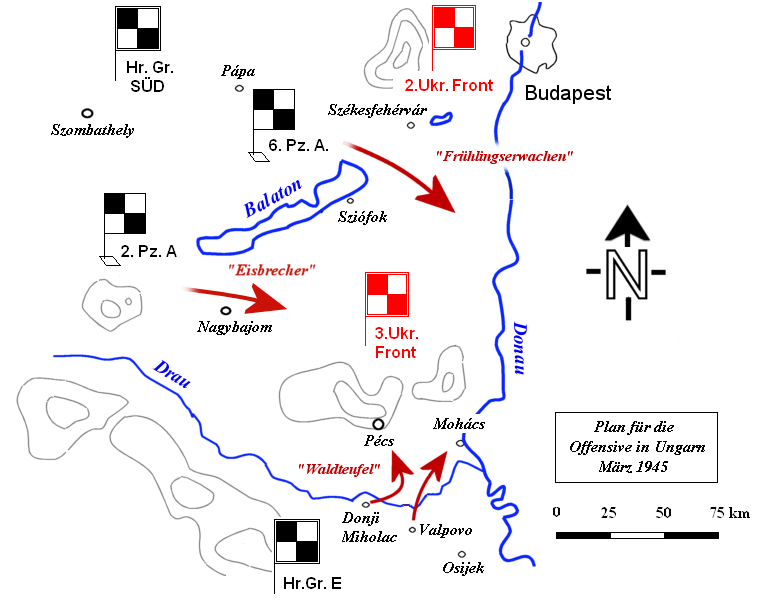
德軍的進攻計劃

德軍在突出部之役中慘敗後，希特勒認爲巴拉顿湖西南部的油田是東線上最寶貴的戰略儲備。他命令澤普·迪特里希上將指揮的德國武裝親衛隊第6裝甲軍團率先進入匈牙利保護當地的油田和煉油廠。
德軍計劃對費奧多爾·托爾布欣的烏克蘭第3方面軍展開攻擊，並由德國武裝親衛隊第6裝甲軍團擔任第一輪攻勢的主力。德軍將由巴拉頓湖北面廣闊戰線展開進攻，通過蘇軍第27軍團的防線及前進至多瑙河，之後一部份部隊將轉向北面組成北面矛頭，北面矛頭將擊潰蘇軍第6近衛坦克軍團及沿多瑙河收復布達佩斯，該城在1945年2月13日失陷；另一部份的武裝黨衛隊第6裝甲軍團轉向南面以組成南面矛頭，沿莎爾必茲運河前進及與德國E集團軍部隊會合，E集團軍經莫哈奇展開進攻，向北前進及與南下的武裝親衛隊第6裝甲軍團會師，如果成功，他們將包圍蘇軍第26軍團及第57軍團。
德國第6軍團將牽制蘇軍第26軍團，同時德國第2裝甲軍團從巴拉頓湖南面向卡波斯瓦前進及牽制蘇軍第57軍，匈牙利第3軍團將守衛進攻北翼及布達佩斯西面地區。

## 蘇軍的準備
截至2月下旬，蘇聯情報工作已經辨識出在匈牙利西部集結的德國裝甲集團，並隨即意識到德軍正在緊鑼密鼓地策劃攻勢。蘇軍吸收了庫爾斯克戰役的經驗，建立起多道梯次反坦克防御線。他們調用65%的火炮沿着巴拉頓湖地區正面長達83公里的戰線布設了66個反坦克埋伏點。防御縱深達到25-30公里。爲保障物資和燃油供應，蘇方在多瑙河上建立了額外的臨時橋樑和輸油管線。
2月18日和3月3日間，步兵第233師在正面5公里的地域上挖掘了戰壕27公里，火炮和迫擊炮陣地130個，散兵坑113個，指揮所和觀察點70個，並埋設了反坦克地雷4249個，反步兵地雷5058個。雖然防線上並沒有坦克，但是平均每公里上就有17門反坦克炮形成23個伏擊圈。

## 德軍的進攻
根據計劃進攻行動在1945年3月6日開始，由武裝親衛隊第6裝甲軍團首先發起進攻，前鋒部隊包括精銳單位如納粹德國獨裁者阿道夫·希特勒的私人侍衛武力：武裝親衛隊第1阿道夫·希特勒警衛旗隊裝甲師，雖然滿佈泥濘，德軍的進攻仍然有效并令蘇軍大感意外，在第二次世界大戰後期能獲得如此進展實在令人欽佩。
不過當蘇軍發現精銳的納粹德國武裝親衛隊單位參與進攻後，苏军开始十分認真的組織防禦，以阻止德軍的進攻。
但是到了3月14日，驚蟄行動已經變得難以成功，當時約瑟夫·戈培爾在他的日記中說進攻已經失敗，武裝親衛隊第6裝甲軍團的進攻目標難以達到，第2裝甲軍團在巴拉頓湖南面的進攻也沒有成功，在側翼面對由約瑟普·布羅茲·鐵托領導的南斯拉夫人民民族解放軍的E集團軍，亦沒有到達莫哈奇。

## 蘇軍反攻及之後的行動

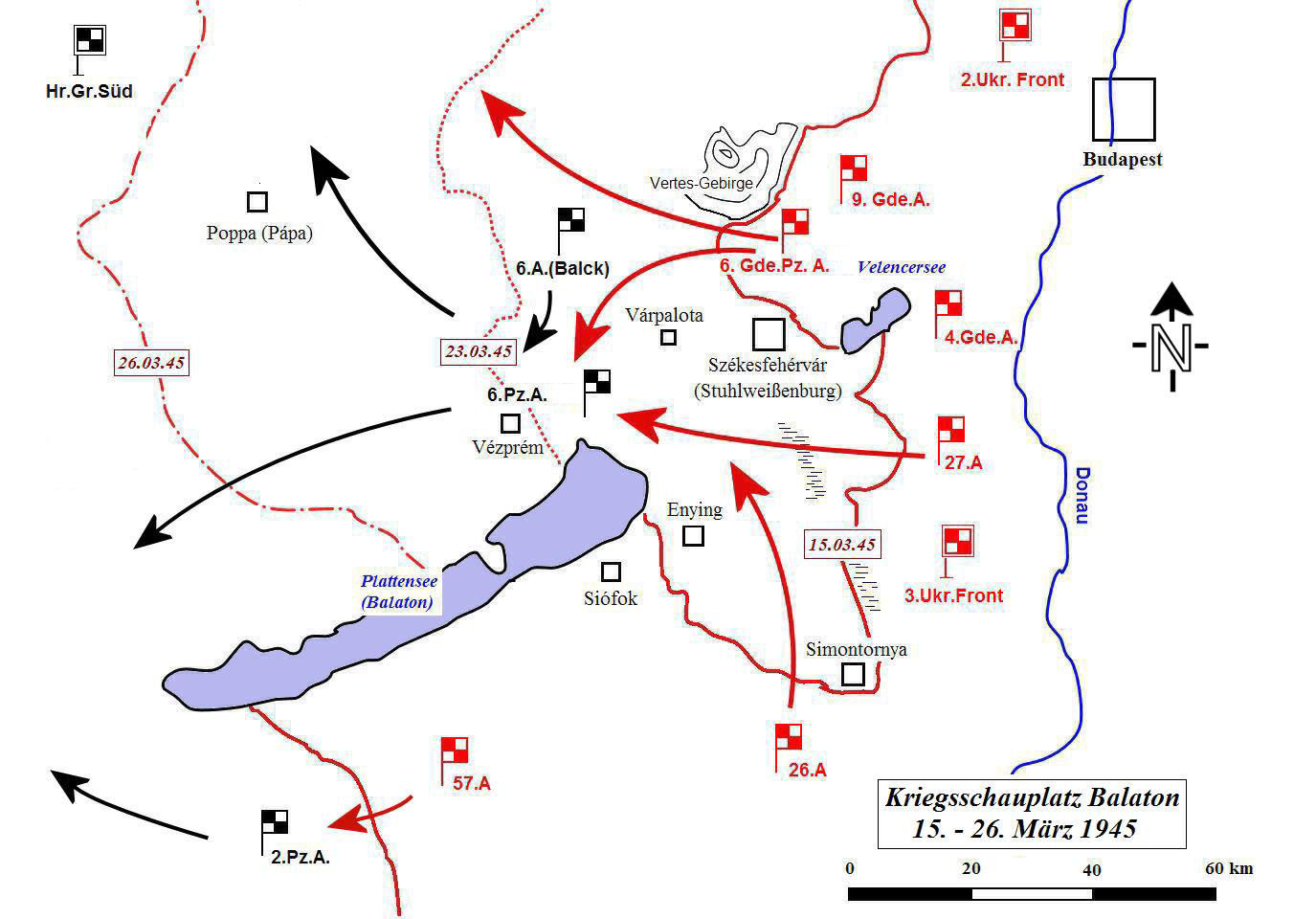
蘇軍的反攻

3月16日蘇軍發起全面反攻，24小時內德軍就被逐回到驚蟄行動發起前的戰線。
3月22日由於傷亡慘重及剩下的裝甲車輛數量不多，剩下的德軍開始從匈牙利撤退，而蘇軍則繼續反攻。
3月30日蘇軍烏克蘭第3方面軍越過匈牙利邊境進入奧地利。4月4日在維也納地區的澤普·迪特里希的武裝親衛隊第6裝甲軍團已在城市內修築了防禦工事，以對抗蘇軍對維也納的進攻，已經包圍奧地利首都維也納的包括蘇軍第4親衛坦克軍、第6親衛坦克軍、第9親衛軍及第46軍。
4月15日殘餘的武裝親衛隊第6裝甲軍團正在維也納以北，它正在面對蘇軍第9親衛軍及第46軍，當時維也納戰役已經結束，該城在4月13日落入蘇軍手中。
同時殘餘的第6軍團在格拉茨以北，它正在面對蘇軍第26軍及第27軍。
殘餘的第2裝甲軍團在格拉茨以南的馬里博爾，它正在面對蘇軍第57軍及保加利亞第1軍團，從4月25日至5月4日第2裝甲軍團在瑙吉考尼察附近遭到這2支敵軍的殺戮。
從4月16日至4月25日匈牙利第3軍團從布達佩斯向西被擊退大約40公里，攻擊它的蘇軍第46軍從布拉提斯拉瓦開向維也納。
一些匈牙利戰鬥單位在布達佩斯陷落時仍然存在，在驚蟄行動後蘇軍反攻時跟隨德軍撤退，其中阿爾帕德步兵師仍然被配屬在第2裝甲軍團直到4月30日。

## 總結

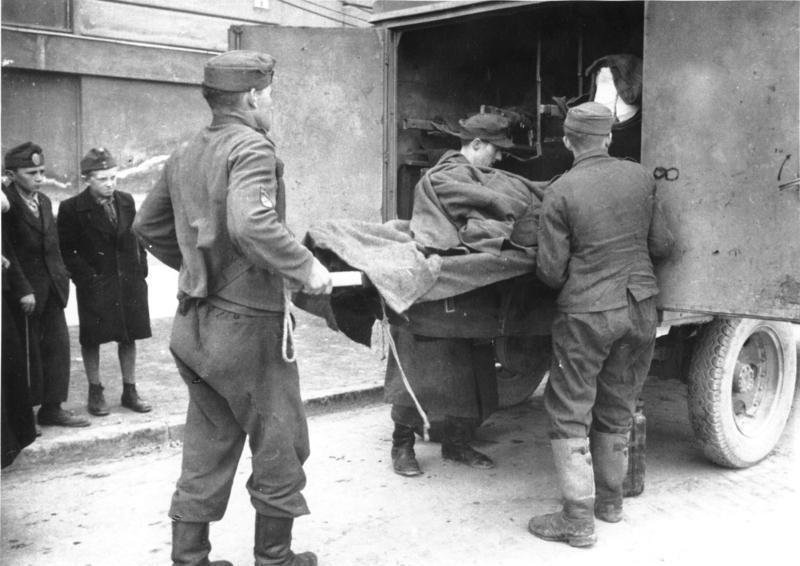
受傷的德軍

驚蟄行動對納粹德軍來說是幾乎不可避免地完全失敗了。雖然行動在初期有一些勝利，該行動是在第二次世界大戰結束前突顯出阿道夫·希特勒缺乏軍事判斷能力的一個典型例子，其主要缺點是野心太大，德軍不但要奪回布達佩斯，更要防守巴拉頓湖南面的瑙吉考尼察油田，加上希特勒希望德軍的攻勢能將烏克蘭第3方面軍趕回到多瑙河及澈底摧毀蘇聯羅狄翁·馬林諾夫茨基元帥繼續在匈牙利發動進攻的能力。
阿道夫·希特勒的高級軍事指揮官認為參加驚蟄行動的精銳部隊及大量裝備和物資應可以更好地被利用，他們強烈要求希特勒將它們用於保衛德國本土，但是希特勒堅持在沒有空中支援或沒有足夠燃料情況下追求他澈底消滅蘇聯南方/烏克蘭方向的整個力量，為了支援這次進攻，大量運送兵員及坦克的火車從萊茵河開往匈牙利。
從戰略上來說，驚蟄行動對第二次世界大戰的結果沒有什麼影響；從戰術上，該行動顯示德軍的戰鬥素質不復存在，蘇軍發起全面反攻的24小時內，德軍就被逐回到行動發起前的戰線。

## 臂章命令
這次潰敗帶來之後聲名狼藉的臂章命令，這個命令是希特勒發給武裝親衛隊第6裝甲軍團司令，著名的澤普·迪特里希。命令表示武裝親衛隊第6裝甲軍團及武裝親衛隊第一阿道夫·希特勒警衛旗隊裝甲師，已經令他非常失望。希特勒說：「部隊在需要的情況下沒有盡力戰鬥」。參戰單位被命令除下他們的佩戴的阿道夫·希特勒臂章（armband），據澤普·迪特里希自己的說法，他拒绝服从希特勒的命令。

## 相關條目

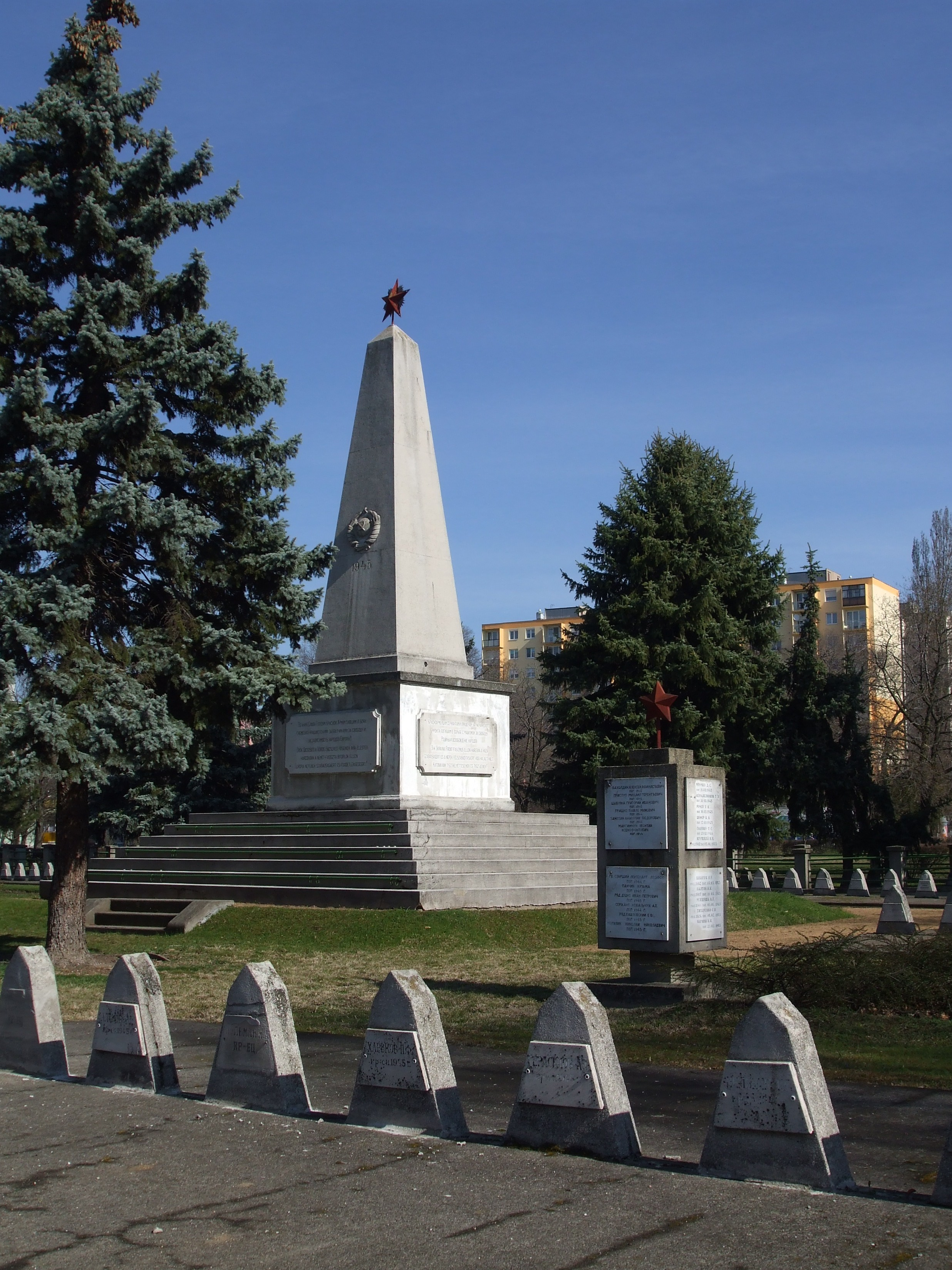
現時的蘇軍紀念碑

## 附錄
1. ↑  Page 182, The Decline and Fall of Nazi Germany and Imperial Japan, Hans Dollinger, Library of Congress Catalogue Card Number 67-27047
2. ↑  Page 198, The Decline and Fall of Nazi Germany and Imperial Japan, Hans Dollinger, Library of Congress Catalogue Card Number 67-27047